# Katy Léna N'diaye
Katy Léna N'diaye (sinh năm 1968) là một nhà làm phim tài liệu người Pháp gốc Sénégal, nổi tiếng với các bộ phim tài liệu về những người phụ nữ vẽ tranh tường ở châu Phi.

## Đời sống
Sinh ra ở Sénégal, N'diaye lớn lên ở Châu Âu. Cô học văn học hiện đại ở Paris, và tiến hành nghiên cứu sâu hơn về báo chí phát sóng. Cô đã làm việc như một nhà báo cho TV5 Monde và RTBF, và sống ở Brussels.
Dấu vết tài liệu của N'diaye - được đặc trưng bởi Elvis Mitchell trên tờ New York Times là "sắc nét trực quan và thân mật"  - tập trung vào bức tranh tường của phụ nữ Kassena ở Burkina Faso. Trong bộ phim tài liệu, ba người phụ nữ lớn tuổi giải thích nội dung của những bức tranh tường bao phủ những túp lều đất sét đỏ cho Anetina, một phụ nữ trẻ chưa chồng. Awaiting for Men ghi lại ba người phụ nữ lớn tuổi nói chuyện khi họ vẽ bức tường thị trấn ở Oualata, một thị trấn ốc đảo ở rìa sa mạc Sahara ở phía đông nam Mauritania.

## Đóng phim
- Dấu vết, empreintes de femmes [Dấu vết, dấu ấn phụ nữ], 2003
- En tiếp viên les hommes [Chờ đợi cho đàn ông], năm 2007 56 phút.
- Une Histoire du Franc CFA, 2019, 90 minutes, production Neon Rouge, Indigo Mood, Tact Production